# De rokers
De rokers is een schilderij van Adriaen Brouwer in de collectie van het Metropolitan Museum of Art in New York. De creatie van het werk, gesigneerd Brauwer, wordt geplaatst in de Antwerpse periode van de kunstenaar omstreeks 1636.

## Analyse
Het schilderij toont vijf rokende en drinkende mannen. Ze bevinden zich in een schamel interieur maar zijn goed gekleed. De voorste persoon met open mond en grote ogen is Adriaen Brouwer zelf. Dit is zijn enige bekende zelfportret. Hij is omringd door vrienden-kunstenaars. Van links naar rechts: Jan Lievens, Joos van Craesbeeck, Jan Cossiers en Jan Davidsz. de Heem. Lievens en De Heem traden in 1635/36 toe tot de Antwerpse Sint-Lucasgilde en in datzelfde jaar werd Brouwer liefhebber van de ermee verbonden rederijkerskamer De Violieren. Dergelijke gelegenheden werden doorgaans gevierd met de nodige drank, in die mate dat de rederijkers zich "kannenkijkers" noemden. De kan geheven door de centrale figuur alludeert daar misschien op. Het schilderij is in elk geval te lezen als een initiatietafereel en een vriendenportret. Het trio dat oogcontact maakt met de kijker zijn de drie gevierden: Lievens, Brouwer en De Heem.
Het werk vertoont kenmerken van een portret-, historie- en genrestuk. De Heem zit er rechts nog enigszins presentabel bij, maar de grimassen van de andere vier suggereren dat ze zich overgeven aan de roes. Rookslierten kringelen virtuoos uit hun mond en de gezichten vertonen tekenen van irritatie door de genotsmiddelen. Brouwer lijkt zich verrast en enigszins betrapt naar de kijker te wenden. Beeldt hij zich hier af zoals de laag-bij-de-grondse rokers en drinkers die hij zo vaak tot onderwerp koos? Eerder valt te denken aan een zekere ironie en een uitbeelding van 'retorische dronkenschap'. Die kreeg stilistisch vorm in de ruwe, schijnbaar ongecontroleerde manier waarop de verf is aangebracht. De expressieve gelaatsuitdrukkingen en gebaren zijn vergelijkbaar met de dramatiek van Caravaggio, wiens invloed zich in de Nederlanden deed gelden.